# جيوفاني سيميوني
جيوفاني سيميوني (بالإسبانية: Giovanni Simeone)‏ (تلفظ بالإسبانية: ‎/ɟʝoˈβani simeˈone/‏؛ Italian: ‎[dʒoˈvanni simeˈoːne]‏؛ مواليد 5 يوليو 1995) هو لاعب كرة قدم أرجنتيني يلعب في مركز الهجوم مع نادي نابولي بنظام الإعارة من هيلاس فيرونا الإيطالي، كما يلعب مع منتخب الأرجنتين لكرة القدم. وهو ابن اللاعب الأرجنتيني السابق والمدرب الحالي دييغو سيميوني.

## مسيرته الكروية

### ريفير بليت
وقع سيميوني أول عقد في مسيرته في نوفمبر 2011 مع نادي ريفير بليت.

#### بانفيلد (إعارة)
في 6 يوليو 2015، انضم سيميوني إلى بانفيلد بنظام الإعارة لمدة موسم واحد. في 12 يوليو 2015، سجل هدف الفوز في ظهور له مع الفريق في المباراة التي انتهت بنتيجة 1–0 ضد كيلمس.

### جنوى
في 18 أغسطس 2016، وقع سيميوني مع النادي الإيطالي جنوى مقابل 3 ملايين يورو.

### فيورنتينا
بعد الكثير من حول اهتمام أتلتيكو مدريد بالتوقيع مع اللاعب الشاب الذي سيتولى تدريبه والده دييغو سيميوني، وقع جيوفاني مع نادي دوري الدرجة الأولى الإيطالي فيورينتينا في 16 أغسطس 2017 بدون الكشف عن سعر الانتقال.
في 29 أبريل 2018، أحرز سيموني أول هاتريك له في الدوري الإيطالي في مباراة فوز فيورنتينا 3–0 على نابولي.

### كالياري
في 30 أغسطس 2019، انضم سيميوني إلى نادي كالياري في صفقة إعارة لمدة عام من فيورنتينا.

## مسيرته الدولية
توج سيميوني مع منتخب الأرجنتين تحت 20 سنة بكوبا أمريكا تحت 20 سنة، كما أنهى البطولة كهداف البطولة، مما ساعد الأرجنتين على الفوز بلقبها الخامس في المسابقة.
في 8 سبتمبر 2018، سجل سيميوني في أول مباراة دولية له، في مباراة الفوز 3–0 على غواتيمالا في لوس أنجلوس. كان جزءًا من الفريق الذي فاز بكأس أديداس الودي ضد المكسيك في نوفمبر 2018.

## الإحصائيات

### النادي
آخر تحديث 19 ديسمبر 2019.
| النادي          | الموسم   | الدوري            | الدوري | الدوري  | الكأس  | الكأس   | قاري   | قاري    | أخرى   | أخرى    | المجموع | المجموع |
| النادي          | الموسم   | الدرجة            | الظهور | الأهداف | الظهور | الأهداف | الظهور | الأهداف | الظهور | الأهداف | الظهور  | الأهداف |
| --------------- | -------- | ----------------- | ------ | ------- | ------ | ------- | ------ | ------- | ------ | ------- | ------- | ------- |
| ريفر بليت       | 2013–14  | الدوري الأرجنتيني | 17     | 2       | 2      | 0       | 0      | 0       | 0      | 0       | 19      | 2       |
| ريفر بليت       | 2014     | الدوري الأرجنتيني | 7      | 0       | 0      | 0       | 4      | 2       | 0      | 0       | 11      | 2       |
| ريفر بليت       | 2015     | الدوري الأرجنتيني | 3      | 0       | 0      | 0       | 0      | 0       | 0      | 0       | 3       | 0       |
| ريفر بليت       | المجموع  | المجموع           | 27     | 2       | 2      | 0       | 4      | 2       | 0      | 0       | 33      | 4       |
| بانفيلد (إعارة) | 2015     | الدوري الأرجنتيني | 18     | 7       | 1      | 0       | 0      | 0       | 0      | 0       | 19      | 7       |
| بانفيلد (إعارة) | 2016     | الدوري الأرجنتيني | 16     | 5       | 1      | 0       | 0      | 0       | 0      | 0       | 17      | 5       |
| بانفيلد (إعارة) | المجموع  | المجموع           | 34     | 12      | 2      | 0       | 0      | 0       | 0      | 0       | 36      | 12      |
| جنوى            | 2016–17  | الدوري الإيطالي   | 35     | 12      | 1      | 1       | 0      | 0       | 0      | 0       | 36      | 13      |
| جنوى            | 2017–18  | الدوري الإيطالي   | 0      | 0       | 1      | 1       | 0      | 0       | 0      | 0       | 1       | 1       |
| جنوى            | المجموع  | المجموع           | 35     | 12      | 2      | 2       | 0      | 0       | 0      | 0       | 37      | 14      |
| فيورنتينا       | 2017–18  | الدوري الإيطالي   | 38     | 14      | 2      | 0       | —      | —       | —      | —       | 40      | 14      |
| فيورنتينا       | 2018–19  | الدوري الإيطالي   | 36     | 6       | 4      | 2       | —      | —       | —      | —       | 40      | 8       |
| فيورنتينا       | المجموع  | المجموع           | 74     | 20      | 6      | 2       | 0      | 0       | 0      | 0       | 80      | 22      |
| كالياري         | 2019–20  | الدوري الإيطالي   | 15     | 5       | 0      | 0       | —      | —       | —      | —       | 15      | 5       |
| الإجمالي        | الإجمالي | الإجمالي          | 185    | 51      | 12     | 4       | 4      | 2       | 0      | 0       | 201     | 57      |

### المنتخب
آخر تحديث 20 نوفمبر 2018.
| المنتخب الوطني | العام   | الظهور | الأهداف |
| -------------- | ------- | ------ | ------- |
| الأرجنتين      | 2018    | 5      | 1       |
| المجموع        | المجموع | 5      | 1       |

### الأهداف الدولية
قائمة الأهداف والنتائج مع منتخب الأرجنتين الأول.
| #  | التاريخ       | المكان                                                 | الخصم     | الهدف | النتيجة | المسابقة |
| -- | ------------- | ------------------------------------------------------ | --------- | ----- | ------- | -------- |
| 1. | 7 سبتمبر 2018 | مدرج لوس أنجلوس التذكاري، لوس أنجلوس، الولايات المتحدة | غواتيمالا | 3–0   | 3–0     | ودية     |

## الإنجازات
ريفير بليت
- الدوري الأرجنتيني: نهائي 2014
- كوبا سود أمريكانا: 2014
- كوبا كامبيوناتو: 2014

 الأرجنتين تحت 20 سنة
- كوبا أمريكا تحت 20 سنة: 2015

الفردية
- هداف كوبا أمريكا تحت 20 سنة: 2015

## وصلات خارجية
- جيوفاني سيميوني على موقع الاتحاد الدولي (مؤرشف)  (الإنجليزية)
- جيوفاني سيميوني على موقع الاتحاد الأوربي (الإنجليزية)
- جيوفاني سيميوني على موقع إي إس بي إن إف سي (الإنجليزية)
- جيوفاني سيميوني على موقع قاعدة بيانات كرة القدم.إي يو (الإنجليزية)
- جيوفاني سيميوني على موقع ليكيب (الفرنسية)
- جيوفاني سيميوني على موقع ناشيونال فوتبول تيمز (الإنجليزية)
- جيوفاني سيميوني على موقع Soccerbase.com (لاعب) (الإنجليزية)
- جيوفاني سيميوني على موقع Soccerway.com (الإنجليزية)
- جيوفاني سيميوني على موقع عالم كرة القدم.نت (الإنجليزية)
- جيوفاني سيميوني على موقع أوليمبيديا (الإنجليزية)
- جيوفاني سيميوني على إي إس بي إن (بالإسبانية)
- جيوفاني سيميوني على Topforward